# 费德里科·比利亚雷亚尔国立大学
费德里科·比利亚雷亚尔国立大学（西班牙語：Universidad Nacional Federico Villarreal，缩写UNFV）是一座位于秘鲁首都利馬的公立大学。成立于1963年，以秘鲁著名科学家费德里科·比利亚雷亚尔的名字命名。

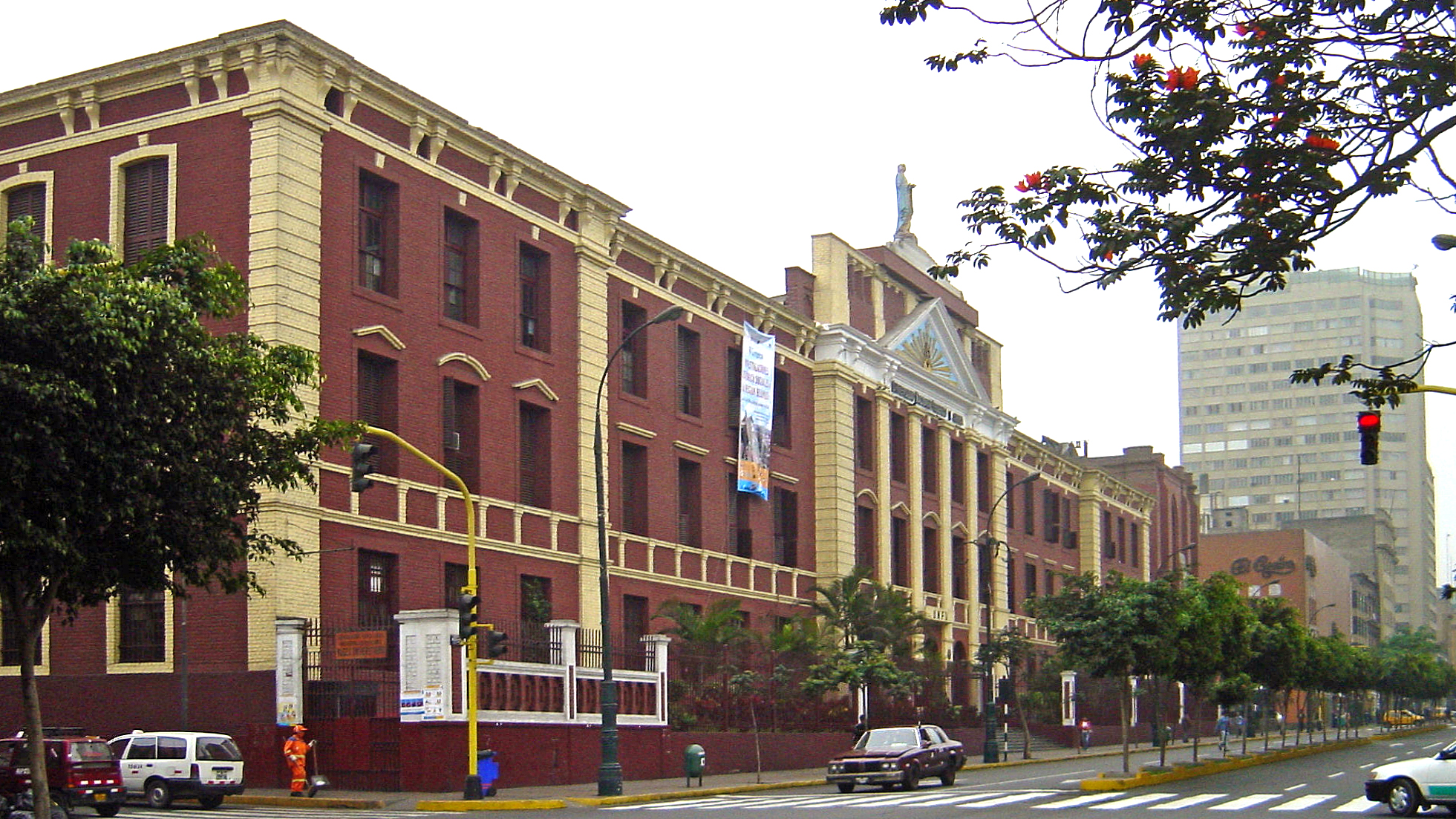
位于利马市中心的校区

## 院系设置
费德里科·比利亚雷亚尔国立大学有18个学院，60多个专业。
本科专业
| 院系                               | 专业               |
| ---------------------------------- | ------------------ |
| 行政学院                           | 公共行政学、管理学 |
| 行政学院                           | 旅游、国际商务     |
| 行政学院                           | 私企管理           |
| 经济科学学院                       | 经济               |
| 金融与会计学院                     | 会计学             |
| 社会学院                           | 传播学             |
| 社会学院                           | 社会学             |
| 社会学院                           | 社會工作           |
| 法律与政治学院                     | 法律               |
| 法律与政治学院                     | 政治学             |
| 教育学院                           | 學前教育           |
| 教育学院                           | 初等教育           |
| 教育学院                           | 中等教育           |
| 教育学院                           | 体育               |
| 人文学院                           | 人类学、考古学     |
| 人文学院                           | 哲学               |
| 人文学院                           | 语言学、文學       |
| 人文学院                           | 历史               |
| 建筑与城市学院                     | 建筑               |
| 土木工程学院                       | 土木工程           |
| 系统工程学院                       | 系统工程           |
| 系统工程学院                       | 公共交通           |
| 系统工程学院                       | 农业工程学院       |
| 系统工程学院                       | 工业工程学         |
| 地理、环境与生态旅游学院           | 地理工程           |
| 地理、环境与生态旅游学院           | 环境工程           |
| 地理、环境与生态旅游学院           | 生態旅遊           |
| 海洋、渔业、食品科学和水产养殖学院 | 食品工程           |
| 海洋、渔业、食品科学和水产养殖学院 | 水產養殖           |
| 海洋、渔业、食品科学和水产养殖学院 | 渔业               |
| 电子信息工程学院                   | 电子工程           |
| 电子信息工程学院                   | 信息工程           |
| 电子信息工程学院                   | 机械电子学         |
| 电子信息工程学院                   | 通信工程           |
| 数理科学学院                       | 生物学             |
| 数理科学学院                       | 物理学             |
| 数理科学学院                       | 数学               |
| 数理科学学院                       | 化學               |
| 伊波利托·乌纳努埃医学院            | 医学               |
| 伊波利托·乌纳努埃医学院            | 护理学             |
| 伊波利托·乌纳努埃医学院            | 营养学             |
| 伊波利托·乌纳努埃医学院            | 產科學             |
| 牙科学院                           | 牙醫學             |
| 医学技术学院                       | 康复治疗           |
| 医学技术学院                       | 医学成像           |
| 医学技术学院                       | 实验与病理解剖学   |
| 心理学院                           | 心理学             |

## 合作院校
- 萨拉曼卡大学[3]

## 知名人物
校友
- 何塞·陈
- 何塞·渡邊

荣誉博士
- 欧亨尼奥·陈-罗德里格斯（1979年）